# OWASP
OWASP (acrònim d'Open Web Application Security Project) és una comunitat en línia que produeix articles, metodologies, documentació, eines i tecnologies disponibles sense càrrec i en el camp de la seguretat d'aplicacions web.

## Història
Mark Curphey va començar OWASP el setembre del 2001 com a empresa sense ànim de lucre i amb seu a Bèlgica.

## Publicacions i recursos
- OWASP Top 10
- OWASP Software Assurance Maturity Model.
- OWASP Development Guide.
- OWASP Testing Guide.
- OWASP Code Review Guide.
- OWASP Application Security Verification Standard.
- OWASP XML Security Gateway (XSG) Evaluation Criteria Project.
- OWASP Top 10 Incident Response Guidance.
- OWASP ZAP Project: The Zed Attack Proxy (ZAP).
- Webgoat.
- OWASP AppSec Pipeline.